# Ballon d'Or de 2007
O Ballon d'Or 2007 foi a 52ª edição da Bola de Ouro apresentada pela revista francesa France Football ao melhor jogador do mundo. Com 445 pontos, o vencedor foi o brasileiro Kaká.
O meia-atacante acabou sendo o último jogador a ganhar a Bola de Ouro antes do domínio de Lionel Messi e Cristiano Ronaldo. A hegemonia durou até 2018, quando o croata Luka Modrić faturou o prêmio.

## Resultado
| Posição | Jogador             | Nacionalidade   | Clubes                  | Pontos |
| ------- | ------------------- | --------------- | ----------------------- | ------ |
| 1       | Kaká                | Brasil          | Milan                   | 445    |
| 2       | Cristiano Ronaldo   | Portugal        | Manchester United       | 277    |
| 3       | Lionel Messi        | Argentina       | Barcelona               | 255    |
| 4       | Didier Drogba       | Costa do Marfim | Chelsea                 | 108    |
| 5       | Andrea Pirlo        | Itália          | Milan                   | 41     |
| 6       | Ruud van Nistelrooy | Holanda         | Real Madrid             | 39     |
| 7       | Zlatan Ibrahimović  | Suécia          | Internazionale          | 31     |
| 8       | Cesc Fàbregas       | Espanha         | Arsenal                 | 27     |
| 9       | Robinho             | Brasil          | Real Madrid             | 24     |
| 10      | Francesco Totti     | Itália          | Roma                    | 20     |
| 11      | Frédéric Kanouté    | Mali            | Sevilla                 | 19     |
| 12      | Ronaldinho          | Brasil          | Barcelona               | 18     |
| 13      | Steven Gerrard      | Inglaterra      | Liverpool               | 17     |
| 14      | Juan Román Riquelme | Argentina       | Villarreal Boca Juniors | 15     |
| 15      | Daniel Alves        | Brasil          | Sevilla                 | 14     |